# Монастырь Дувьян
Монасты́рь Ду́вьян (алб. Manastiri i Dhuvjanit, греч. Μονή Δούβιανης, также известный как Монастырь святых Кирика и Иулитты, алб. Manastiri i Shën Qirjakut dhe Julitës, греч. Μονή Αγιού Κηρύκου καί Ιουλίττας, и Монастырь Рождества Пресвятой Богородицы) — недействующий монастырь Албанской православной церкви, расположенный в западной части села Дувьян области Гирокастра на юге Албании.
Монастырь находится в долине Дрино, в области Дропулл, между городами Гирокастра и Дельвина на юге Албании. С холма, где он расположен, хорошо видна дорога между двумя городами. Это лишь один из нескольких монастырей, которые можно найти в долине Дрино.

## История
Монастырь традиционно датируется VI веком, однако, это было оспорено из-за записки, оставленные бывшим монахом, работавшим в монастыре, который утверждал, что монастырь был построен в 1089 году. Монастырь посвящён Рождеству Пресвятой Богородицы.
В 1777 году при монастыре была создана греческая школа православным миссионером Космой Этолийским. Позже, в 1858 году греческое образование, было расширено по инициативе местного монах Герасима, который создал женскую, среднюю школы и школу шитья. Эти учебные заведения функционировали непрерывно вплоть до 1858 года, а их расходы покрывались за счёт монастыря. Греческое образование в монастыре существовало до 1913 года.
Монастырь подвергался реставрации в 1960-х годах и был возведён в статус культурного памятника албанским правительством в 1963 году. Однако, необходим и другой проект реставрации, поскольку большая часть монастыря, площадью 3000 квадратных метров рядом находится в разрушенном состоянии.
Летом 2006 года жители села объявили, что потомки служившего в деревне священника, папы Власия, откопали икону в своём саду. Объект, описанный как эмблема и датированный 1819 годом, носит имена святых 6 (Иулитта, Феодор Стратилат, Иоанн Златоуст, Харалампий Магнезийский, Елевферий Илирийский, и Поликарп Смирский) и якобы содержит кости троих из них. Для того, чтобы защитить этот очень редкий объект от возможной кражи, жители Дувьяна меняют место хранения иконы время от времени.
5 июня 2010 года монастырь был ограблен неизвестными лицами. Старый деревянный крест, несколько икон, ткань художественной и исторической ценности были украдены из церкви, в то время как грабители разрушили некоторые части резного иконостаса. В 1997 году из монастыря были украдены несколько очень старых икон и других ценных предметов. В настоящее время стены арки, колокола, трапезная и другие части монастыря находятся в опасности обрушения. В настоящее время о монастыре добровольно заботится Спиро Панайоти, учитель на пенсии.